# Wilhelm Bergenstråhle (militär)
Knut Johan Wilhelm Rudman Bergenstråhle, född den 26 oktober 1856 i Skönberga socken, Östergötlands län, död den 20 augusti 1913 i Västra Eds församling, Kalmar län, var en svensk militär. 
Bergenstråhle blev underlöjtnant vid Andra livgrenadjärregementet 1876 och vid Svea livgarde 1877. Han blev löjtnant vid Svea livgarde 1883 och kapten där 1896. Bergenstråhle var lärare vid Infanteriskjutskolan 1895–1896 och chef där 1902–1906. Han befordrades till major i armén 1902 och vid Svea livgarde 1903, till överstelöjtnant i armén 1905 och vid Södermanlands regemente 1906. Bergenstråhle blev överste och chef för Västernorrlands regemente 1908. Han invaldes som ledamot av Krigsvetenskapsakademien 1905. Bergenstråhle blev riddare av Svärdsorden 1898 och kommendör av andra klassen av samma orden 1911.